# Eccremidium brisbanicum
Eccremidium brisbanicum là một loài rêu trong họ Ditrichaceae. Loài này được Broth. Steere & G.A.M. Scott mô tả khoa học đầu tiên năm 1973.